# バスグラフィック
『バスグラフィック』(Bus Graphic) は、ネコ・パブリッシングが発行する日本のバス雑誌（バス趣味雑誌）。2008年創刊。ムック扱いの『NECO MOOK』として不定期発行され、書籍としてISBNコードが付される。2022年をもって事実上の休刊となっている。
本項では、同誌の前身となった、2005年創刊のバス模型雑誌『バスホビーガイド』(Bus Hobby Guide) についても併せて記述する。

## 歴史

### バスホビーガイドからの発展
ネコ・パブリッシングでは、日本初となるバス模型の専門誌として『バスホビーガイド』を創刊し、2005年1月に第1号を発行した。しかしこの時点では2号以降を発行する予定はなく、そのため「第1号」を表す号数は振られていなかった。その後、2006年8月に『バスホビーガイド』第2号、2008年1月に第3号を発行。『バスホビーガイド』も不定期刊ムックとして発行されており、第3号の時点までは、誌面の内容はバス模型やミニカー、模型改造などに関する記事であった。
しかし、2008年9月に発行された第4号では、巻頭特集として「続々引退、東京のツーステップバス」として、初めて実車のバスに関する記事をメインに取り上げた。表紙も3号までは模型バスの写真であったが、4号の表紙は小田急バスのエアロスターMを大写しにしたもので、後の『バスグラフィック』を思わせるデザインであった。また「高松バスの三菱ふそう車 1972～1982年・10年の記録」として、後のバスグラフィックが好んで取り上げた過去のモノコックバスの記事もあった。この『バスホビーガイド』第4号が『バスグラフィック』に発展する形となり、同2008年12月に『バスグラフィック』第1号が創刊・発行された。
『バスグラフィック』創刊後、翌2009年8月に『バスホビーガイド』第5号が発行されたが、その後は『バスグラフィック』へ統合された形となり、そのまま『バスホビーガイド』は発展的解消した形で休刊となっている。

### 誌面構成の変遷
日本国内で刊行されていたバス趣味雑誌はすでに『バスラマ・インターナショナル』や『バスマガジン』があったことから、後発である『バスグラフィック』は差別化を図るため、「グラフィック」の誌名どおり大判写真をふんだんに掲載したビジュアル重視の誌面構成とし、誌面サイズも写真を大きく見せるため、『バスラマ・インターナショナル』『バスマガジン』のA4判より横幅が広いA4ノビとした。内容は前身となった『バスホビーガイド』第4号の路線を引き継ぎ、首都圏のやや古いバス（当時除籍が進みつつあったツーステップバスなど）の記事と、1970年代から1980年代頃に撮影されたモノコックバス（地方を含む）の写真記事を二本柱としていた。
また、先発の『バスラマ・インターナショナル』が誌名どおり日本国外のバス記事も積極的に取り上げ、『バスマガジン』では創刊当初から地方の事業者や中小・新興事業者も広く取り上げていたのに比べ、『バスグラフィック』では東京都や神奈川県の公営バスや大手私鉄系バス事業者など、首都圏の大手事業者に偏っていたのが特徴であった。民営バスでは戦時中にいわゆる「大東急」に属していた事業者を多く掲載していたことから、バスファンの間では「大東急グラフィック」の異名もあったほどであった。『バスグラフィック』第1号から6号まではそうした特徴的な誌面構成が続いていた。
ところが、2010年6月に発行された第7号から突然に路線変更し、初心者向けの記事として「バスについてのQ&A 50」を掲載し、表紙デザインも変更するなど、やや『バスマガジン』に近い誌面構成となった。これが創刊以来の読者に不評であったことから、同年発行の第8号では再び「ヨコハマ路線バス 80's」として横浜・川崎の1980年代のバスを特集記事とし、第9号では東京都や千葉県に残るいすゞ・ジャーニーKを巻頭特集とするなど、一旦は創刊時の路線に戻ったかに見えた。
しかし翌2011年発行の第10号では「富士重工ボディに昂ぶる」として富士重工車体の特集を組んだものの、この特集記事には解説や写真キャプションに大量の誤記が発見され、次号の11号（特集「東急バスの魅力に迫る!」）で、正誤表と編集長名義の謝罪文を掲載するという異例の事態となった。
その後は大きく路線転換し、次号の第12号の都営バス特集からは女性モデルや芸能人などをイメージキャラクターとして起用し、その後は毎号のように表紙や誌面に女性モデルが登場するようになる。2013年発行の第19号の江ノ電バス特集では、2人の女性モデルがついにビキニ姿で登場するという、当初のコンセプトからは全くかけ離れた誌面構成となるに至った。

### 休刊まで
以降は、2020年4月3日発行の第42号（特集「みんなのバスセンターのこれから」、表紙は横浜市営バスの連節バス）までを発行後、新型コロナウイルス感染症流行の影響により事実上の休刊状態となり、その間は『バスグラフィック』公式Facebookを中心に情報発信していた。
2021年2月1日、ネコ・パブリッシングが親会社のカルチュア・エンタテインメントへ吸収合併され、同社の社内カンパニーとなる。
2022年4月28日、第43号が2年ぶりに発行され、特別付録として『バスグラフィック』オリジナル「ザ・バスコレクション」都営バス・三菱ふそうエアロスターが付属した。この第43号をもって事実上の休刊となっている。

## イメージキャラクター
第11号から誌面を飾るようになった女性モデルや芸能人。
- 鬼塚彩華
- 布施貴美子

ほか

## 日本のその他のバス雑誌
- バスメディア - 1985年創刊、1997年まで刊行。
- バス・ジャパン - 1986年創刊、1992年まで刊行。
  - 現在は書籍『バスジャバンハンドブックシリーズ』を刊行中。詳細は同項を参照。
- バスラマ・インターナショナル - 1990年創刊、刊行中。
- バスマガジン - 2003年創刊、刊行中。
- バスライフ - 2015年創刊、2016年まで刊行。